# 25 mars
25 mars är den 84:e dagen på året i den gregorianska kalendern (85:e under skottår). Det återstår 281 dagar av året.

## Återkommande bemärkelsedagar

### Helgdagar
- Påskdagen firas i västerländsk kristendom för att högtidlighålla Jesu återuppståndelse efter korsfästelsen, åren 1883, 1894, 1951, 2035, 2046.

### Högtidsdagar
- Jungfru Marie bebådelsedag (kyrklig högtid till minne av att jungfru Maria denna dag ska ha fått veta av ärkeängeln Gabriel att hon var havande och skulle föda Jesus). Datumet är detta, eftersom det är nio månader före juldagen. Dagen är inte helgdag i Sverige; Svenska kyrkan firar jungfru Marie bebådelsedag på den söndag som infaller mellan 22 och 28 mars och om den söndagen sammanfaller med påsken flyttas Marie bebådelsedag till söndagen före.[1]

### Nationaldagar
- Greklands nationaldag (till minne av självständighetsförklaringen från Osmanska riket 1821)

### Övriga
- Våffeldagen (svensk folketymologisk förvrängning av jungfru Marie bebådelsedags alternativnamn Vårfrudagen)
- Trandagen

## Namnsdagar

### I den svenska almanackan
- Nuvarande – Marie bebådelsedag
- Föregående i bokstavsordning
  - Marie bebådelsedag – Denna benämning på dagens datum har funnits där sedan gammalt och har inte flyttas. Det är precis nio månader före juldagen och ska därmed ha varit den dag, då jungfru Maria blev gravid, för att nio månader senare föda Jesus. Dagen har också gått under benämningen Vårfrudagen, vilket i folkmun har förvanskats till Våffeldagen.
  - Marion – Namnet infördes 1986 på 11 november. 1993 flyttades det till dagens datum, men utgick 2001.
  - Mary – Namnet infördes 1986 på 28 februari. 1993 flyttades det, liksom Marion, till dagens datum, men utgick liksom det 2001.
- Föregående i kronologisk ordning
  - Före 1901 – Marie bebådelsedag
  - 1901–1985 – Marie bebådelsedag
  - 1986–1992 – Marie bebådelsedag
  - 1993–2000 – Marie bebådelsedag, Marion och Mary
  - Från 2001 – Marie bebådelsedag
- Källor
  - Brylla, Eva (red.): Namnlängdsboken, Norstedts ordbok, Stockholm, 2000. ISBN 91-7227-204-X
  - af Klintberg, Bengt: Namnen i almanackan, Norstedts ordbok, Stockholm, 2001. ISBN 91-7227-292-9

### Finlandssvenska almanackan
- Nuvarande från 1995[2] – Gunvor, Gunnevi
- I föregående revideringar[a][3]
  - 1929–1972 – Gunvor
  - 1973–1994 – Gunvor, Gunver

## Händelser
- 708 – Sedan Sisinnius har avlidit 4 februari, efter knappt tre veckor på påvestolen, väljs Constantinus till påve.[4]
- 1005 – När Kenneth III stupar i slaget vid Monzievaird efterträds han som kung av Skottland av sin släkting Malkolm II. Med hårda nypor gör denne slut på allt motstånd mot honom som kung och därmed upphör de stridigheter om den skotska kungamakten, som har varat till och från sedan ätten MacAlpin uppsteg på tronen 843. Malkolm får dock inga egna söner, varför han lyckas utverka, att hans dotterson Duncan ska bli hans efterträdare på tronen.
- 1306 – Sedan den skotske tronpretendenten John III Comyn har blivit dödad i Dumfries den 10 februari utropas Robert Bruce till kung av Skottland och därmed uppstiger ätten Bruce på landets tron. När den kraftfulle engelske kungen Edvard I, som sedan 1296 har hävdat anspråk på den skotska tronen, dör året därpå och efterträds av sin svage son Edvard II lyckas Skottland snart göra sig helt fritt från det engelska styret.
- 1623 – Enligt ett  fundationsbrev detta datum bekräftas tillkomsten av Rudbeckianska gymnasiet i Västerås (Sveriges första)    uppkallad efter Johannes Rudbeckius.
- 1655 – Den nederländske vetenskapsmannen Christiaan Huygens upptäcker planeten Saturnus största måne Titan, med hjälp av en egenhändigt slipad kikarlins, sedan han några år tidigare har börjat intressera sig för teleskop och linser.
- 1751 – Vid Fredrik I:s död (dagen efter att han har suttit 31 år på tronen) efterträds han som kung av Sverige av Adolf Fredrik. Denne är en tysk furstbiskop, som har valts till svensk tronföljare 1743, som en del av ett svensk-ryskt fredsavtal. Han blir därmed den förste svenske regenten av den Holstein-Gottorpska ätten, som kommer att sitta på tronen till 1818.
- 1821 – Det grekiska frihetskriget, där Grekland gör sig fritt från Osmanska riket, utbryter enligt officiell grekisk historieskrivning. I själva verket har kriget utbrutit redan 23 februari, men i den officiella historieskrivningen anges detta datum, för att tätt knyta samman den nya grekiska staten med den grekisk-ortodoxa kyrkan, genom att låta krigets inledning hamna på jungfru Marie bebådelsedag.
- 1911 – En brand i The Triangle Waist Companys fabrik i New York kräver 146 människoliv, då en låst dörr leder till att folk hindras ta sig ut ur den brinnande byggnaden, särskilt som fabriken ligger på åttonde, nionde och tionde våningen i ett höghus. Den leder dock till att reglerna skärps inom amerikansk arbetsmiljölagstiftning och brandsäkerhet samt till ökat engagemang inom fackföreningsrörelsen. Det var den olycka, som hade det näst högsta dödstalet i New Yorks historia före 11 september-attackerna 90 år senare och den fjärde värsta industriolyckan i USA:s historia.
- 1949 – Marsdeportationerna 1949 inleds där 90 000 balter deporteras till avlägsna delar av Sovjet.
- 1957 – Företrädare för Belgien, Frankrike, Italien, Luxemburg, Nederländerna och Västtyskland undertecknar Romfördragen om upprättandet av Europeiska ekonomiska gemenskapen (EEC) och Europeiska atomenergigemenskapen (Euratom). Fördragen träder i kraft den 1 januari 1958 och skapar då det ekonomiska samarbete som senare leder till bildandet av Europeiska unionen.
- 2011 – Det svenska socialdemokratiska partiet håller en extrainsatt partikongress, där man väljer Håkan Juholt till ny partiledare. Han efterträder Mona Sahlin, som aviserat sin avgång i november 2010. Juholt blir inledningsvis populär och ökar Socialdemokraternas väljarunderstöd, men efter diverse skandaler tvingas han avgå i januari 2012, efter knappt tio månader som partiledare.
- 2019 – USA:s president Donald Trump beslutar att USA formellt erkänner Golanhöjderna som israelisk mark.[5]

## Födda
- 1252 – Konradin, kung av Jerusalem och Sicilien samt hertig av Schwaben från 1254
- 1347 – Katarina av Siena, italiensk dominikannunna, mystiker och helgon
- 1453 – Giuliano di Piero de' Medici
- 1479 – Vasilij III, storfurste av Moskva från 1505
- 1621 – Matthäus Merian den yngre, schweizisk-tysk målare
- 1748 – Benedetto Giuseppe Labre, fransk romersk-katolsk pilgrim, bekännare och helgon
- 1767 – Joachim Murat, fransk marskalk, kung av Neapel från 1808
- 1782 – Caroline Bonaparte, Neapels drottning 1808–1815 (gift med Joachim Murat), syster till Napoleon I
- 1784 – Johan Gabriel Richert, svensk jurist, politiker och liberal förkämpe
- 1797 – Antonio Rosmini, italiensk saligförklarad katolsk präst, filosof och ordensgrundare
- 1835 – Adolph Wagner, tysk ekonom och politiker
- 1861 – Emanuel L. Philipp, amerikansk republikansk politiker, guvernör i Wisconsin 1915–1921
- 1864 – Aleksej von Jawlensky, rysk målare inom expressionismen
- 1880 – Elsa Celsing, rysk-svensk bildkonstnär
- 1881 – Béla Bartók, ungersk kompositör
- 1892 – Gunnar Malmström, svensk kompositör, musikarrangör och musiker
- 1897 – John Laurie, brittisk skådespelare
- 1899 – Burt Munro, nyzeeländsk motorcykelkonstruktör och -förare
- 1902 – Sten Broman, svensk tonsättare, dirigent, musikpedagog, musikkritiker och tv-programledare
- 1905 – Albrecht Mertz von Quirnheim, tysk överste
- 1908 – David Lean, brittisk regissör
- 1909 – Gunnar Sjöberg, svensk skådespelare
- 1912 – Åke Vrethem, svensk affärsman
- 1914 – Norman Borlaug, amerikansk agronom, mottagare av Nobels fredspris 1970
- 1918 – Howard Cosell, amerikansk sportjournalist
- 1920 – Paul Scott, brittisk författare och poet
- 1921 – Simone Signoret, fransk skådespelare och författare
- 1933 – Ulf Nilson, svensk journalist och författare
- 1934 – Johnny Burnette, amerikansk rockabillymusiker
- 1940 – Inger Säfwenberg, svensk tv-producent
- 1942
  - Aretha Franklin, amerikansk gospel- och soulsångare
  - Richard O'Brien, brittisk skådespelare, författare och kompositör
- 1943 – Martin Berggren, svensk skådespelare och teaterregissör
- 1947 – Elton John, brittisk sångare, kompositör och pianist
- 1952
  - Stephen Dorrell, brittisk konservativ politiker, parlamentsledamot 1979–2015, Storbritanniens hälsominister 1995–1997
  - Maria Norrfalk, svensk ämbetsman, landshövding i Dalarnas län 2007–2015
  - Antanas Mockus, colombiansk matematiker, filosof och politiker
- 1958 – John Ensign, amerikansk republikansk politiker, senator för Nevada 2001–2011
- 1961 – Monika Ahlberg, svensk kock, matskribent, författare och skådespelare
- 1965 – Sarah Jessica Parker, amerikansk skådespelare
- 1967 – Sophie Tolstoy, svensk skådespelare och teaterregissör
- 1971 – Cammi Granato, amerikansk ishockeyspelare
- 1973 – Anders Fridén, svensk musiker, producent och låtskrivare, sångare i metalbandet In Flames
- 1976 – Vladimir Klitsjko, ukrainsk boxare
- 1978 – Roger Haddad, svensk liberal politiker
- 1980 – Jennifer Lamiraqui, fransk supermodell
- 1981 – Henrik von Eckermann, svensk tävlingsryttare, OS-guld- och bragdmedaljör 2021
- 1982 – Sean Faris, amerikansk skådespelare
- 1988 – Adam Pålsson, svensk skådespelare
- 1989 – Scott Sinclair, brittisk fotbollsspelare
- 1992
  - Simon Lussetti, svensk bloggare
  - Gernot Trauner, österrikisk fotbollsspelare
- 2007 – Cailey Fleming, amerikansk skådespelerska

## Avlidna
- 1005 – Kenneth III, kung av Skottland sedan 997
- 1751 – Fredrik I, 74, svensk regentgemål 1718–1720 (gift med Ulrika Eleonora), kung av Sverige sedan 1720, lantgreve av Hessen-Kassel sedan 1730
- 1801 – Friedrich Leopold, 28, tysk poet och novellist med pseudonymen Novalis, känd som ”romantikens profet”
- 1875 – Johannes Magnusson, 70, svensk orgelbyggare och uppfinnare
- 1873 – Wilhelm Marstrand, 62, dansk målare
- 1883 – Timothy O. Howe, 66, amerikansk politiker och jurist, senator för Wisconsin 1861–1879, USA:s postminister sedan 1881
- 1891 – Alfred von Fabrice, 72, sachsisk greve, general och politiker
- 1903 – Hector MacDonald, 50, brittisk general med smeknamnet Fighting Mac
- 1914 – Frédéric Mistral, 83, fransk författare, mottagare av Nobelpriset i litteratur 1904
- 1918 – Claude Debussy, 55, fransk kompositör
- 1927 – Idriz Seferi, 80, albansk politiker och upprorsledare
- 1932 – Harriet Backer, 87, norsk målare
- 1939 – Carl Richard Nyberg, 80, svensk uppfinnare och industriman
- 1949 – Ross S. Sterling, 74, amerikansk demokratisk politiker och affärsman, guvernör i Texas 1931–1933
- 1967 – Dagmar Bentzen, 64, svensk skådespelare
- 1970 – Anita Halldén, 82, svensk sångtextförfattare och översättare, bland annat med pseudonymen S.S. Wilson
- 1975 – Faisal, 68, kung av Saudiarabien sedan 1964 (mördad)
- 1982 – Kai Gullmar, 76, svensk schlagerkompositör, sångare och skådespelare
- 1983 – Thomas S. Gates, 76, amerikansk bankman och politiker, USA:s försvarsminister 1959–1961
- 1988 – James J. Howard, 60, amerikansk demokratisk politiker, kongressledamot sedan 1965
- 1991 – Marcel Lefebvre, 85, fransk romersk-katolsk kyrkoman och dissident, ärkebiskop av Tulle 1962
- 1994 – Ilse-Nore Tromm, 81, svensk skådespelare
- 1998 – Daniel Massey, 64, brittisk skådespelare
- 2006 – Sten Gester, 81, svensk skådespelare
- 2007 – Andranik Markarjan, 55, armenisk politiker, Armeniens premiärminister sedan 2000
- 2008 – Bengt Helldal, 108, svensk läkare, Sveriges äldste man
- 2009 – Karl-Aage Schwartzkopf, 89, svensk barnboksförfattare
- 2010 – Elisabeth Noelle-Neumann, 93, tysk publicist
- 2012
  - Antonio Tabucchi, 68, italiensk författare
  - Bertil Ströberg, 79, svensk officer och fastighetsmäklare, dömd för spioneri
- 2013 – Ellen Einan, 81, norsk poet
- 2014
  - Stig Hallgren, 88, svensk filmfotograf
  - Ralph Wilson, 95, amerikansk affärsman, ägare av fotbollslaget Buffalo Bills
- 2018 – Jerry Williams, 75, svensk rockartist
- 2023 – Stewe Claeson, 80, svensk författare och översättare
- 2025 – Tapani Kansa, 76, finländsk sångare